# Ljig
Ljig (izvirno srbsko Љиг) je naselje v Srbiji in središče istoimenske občine, ki je del Kolubarskega upravnega okraja. Obstaja tudi istoimenska reka.

## Demografija
V naselju, katerega izvirno (srbsko-cirilično) ime je Љиг, živi 2316 polnoletnih prebivalcev, pri čemer je njihova povprečna starost 38,2 let (36,8 pri moških in 39,5 pri ženskah). Naselje ima 1018 gospodinjstev, pri čemer je povprečno število članov na gospodinjstvo 2,93.
To naselje je, glede na rezultate popisa iz leta 2002, večinoma srbsko, a v času zadnjih 3 popisov je opazen porast števila prebivalcev.
|  |

| Demografija | Demografija     | Demografija     |
| Leto        | Št. prebivalcev | Št. prebivalcev |
| ----------- | --------------- | --------------- |
|             |                 |                 |
|             |                 |                 |
|             |                 |                 |
|             |                 |                 |
| 1948        | 964             |                 |
| 1953        | 1194            |                 |
| 1961        | 1416            |                 |
| 1971        | 1954            |                 |
| 1981        | 2632            |                 |
| 1991        | 2754            | 2694            |
| 2002        | 3080            | 2979            |
|             |                 |                 |

| Etnična sestava po popisu iz leta 2002 | Etnična sestava po popisu iz leta 2002 | Etnična sestava po popisu iz leta 2002 | Etnična sestava po popisu iz leta 2002 | Etnična sestava po popisu iz leta 2002 |
| -------------------------------------- | -------------------------------------- | -------------------------------------- | -------------------------------------- | -------------------------------------- |
| Srbi                                   | Srbi                                   |                                        | 2.912                                  | 97,75%                                 |
| Črnogorci                              | Črnogorci                              |                                        | 14                                     | 0,46%                                  |
| Romi                                   | Romi                                   |                                        | 6                                      | 0,20%                                  |
| Goranci                                | Goranci                                |                                        | 6                                      | 0,20%                                  |
| Jugoslovani                            | Jugoslovani                            |                                        | 5                                      | 0,16%                                  |
| Makedonci                              | Makedonci                              |                                        | 3                                      | 0,10%                                  |
| Hrvati                                 | Hrvati                                 |                                        | 2                                      | 0,06%                                  |
| Slovenci                               | Slovenci                               |                                        | 2                                      | 0,06%                                  |
| Muslimani                              | Muslimani                              |                                        | 2                                      | 0,06%                                  |
| Madžari                                | Madžari                                |                                        | 1                                      | 0,03%                                  |
| Neznano                                | Neznano                                |                                        | 19                                     | 0,63%                                  |